# Öffentliche Bedürfnisanstalt am Graben

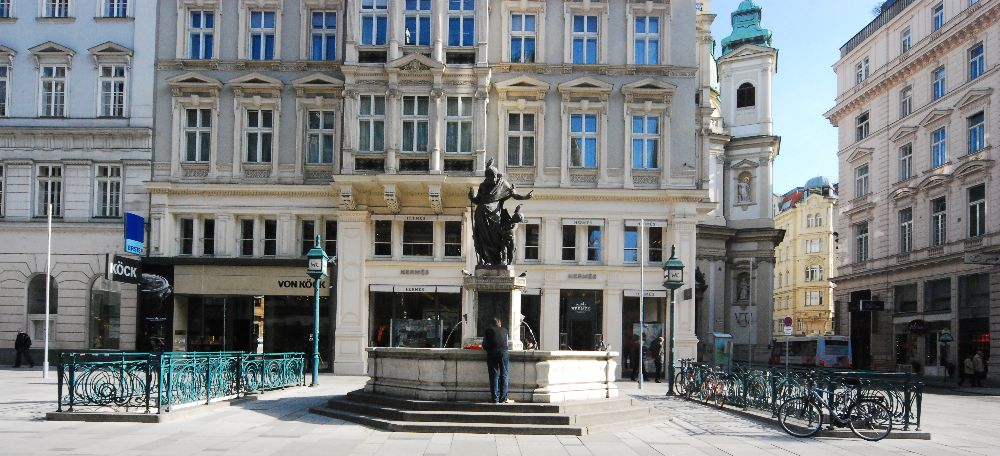
Unterirdische öffentliche Bedürfnisanstalt am Graben neben (unter) den Josefsbrunnen. Rechts im Hintergrund die Peterskirche (Wien)

Die Öffentliche Bedürfnisanstalt am Graben im 1. Wiener Gemeindebezirk Innere Stadt ist die erste unterirdisch errichtete Bedürfnisanstalt der Stadt und steht unter Denkmalschutz (Listeneintrag). Sie ist die letzte erhalten gebliebene öffentliche Jugendstiltoilette Wiens.

## Geschichte

Planansicht der unterirdischen Bedürfnisanstalt am Graben

Ein zwischen Wilhelm Beetz und der Stadt Wien geschlossener Vertrag ermöglichte diesem zwar die Errichtung und den Betrieb von öffentlichen Bedürfnisanstalten in Wien, Proteste der Bevölkerung verhinderten jedoch vor allem deren Aufstellung innerhalb der Ringstraße. Von mehreren vorgeschlagenen Standorten (Stephansplatz, Graben, Hoher Markt, Neuer Markt, Freyung) konnte lediglich 1897 gegen den auch von der Presse unterstützen Widerstand des Schottenstifts, des dortigen Polizeikommissariats und anderen Hauseigentümern eine öffentliche Bedürfnisanstalt errichtet werden.
Der großen Anzahl von Passanten am Stephansplatz zum Trotz wurde zwar im Wiener Gemeinderat am 26. November 1901 nach einer heftigen Diskussion dort die Errichtung einer unterirdischen Bedürfnisanstalt genehmigt, wegen des Widerspruchs der kirchlichen Behörden dann aber doch nicht realisiert.
Als alternativer Standort mit genügend großem Respektabstand zum Dom wurde schließlich der Platz vor dem Haus Nummer 22 am Graben nahe dem Kohlmarkt gefunden, wo 1904 mit den Bauarbeiten begonnen wurde. Zu diesem Zweck musste zunächst der Josefsbrunnen abgetragen und später wieder aufgestellt werden. Am 14. März 1905 wurde die Bedürfnisanstalt in Betrieb genommen.
Am 7. Februar 1984 beschloss der zuständige Gemeinderatsausschuss für Umwelt und Bürgerdienst auf Antrag der zuständigen MA 48 und des Altstadterhaltungsfonds die Sanierung der gesperrten Bedürfnisanstalt, die nach Ansicht des Kulturamtes der Stadt Wien als künstlerisch und kulturhistorisch erhaltungswürdig eingestuft worden war. Bei dieser Gelegenheit wurde auch der darüber gelegene Josefsbrunnen saniert. Durchgeführt wurden die Renovierungsarbeiten 1987 oder 1988.

## Gestaltung
Laut den Archivbeständen der Erbauerfirma Beetz wurde der Bau der Bedürfnisanstalt nach den Plänen von Franz Krasny begonnen. Der Dehio und der zeitgenössische Architekt Friedrich Achleitner nennen Viktor Luntz als Architekt, dieser Angabe widerspricht allerdings das Architekturzentrum Wien. Diesem zufolge plante er lediglich die unrealisierte Toilettenanlage am Stephansplatz. Andere Quellen wieder bringen Adolf Loos ins Spiel. 
Die Ausmaße des unterirdischen Bauwerks mit secessionistischen Formen, das über zwei nach Geschlechtern getrennte Stiegenabgänge zu erreichen ist, betragen 14,5 × 7,7 Meter bei einer Höhe von 3 Metern. Auf den Standort machen zwei mit entsprechenden Aufschriften versehene Gaslaternen aufmerksam, die gleichzeitig der Entlüftung dienten.
Für die Wartefrau ist ein kleiner Aufenthaltsraum im Zentrum der Anlage vorgesehen. Um diesen gruppieren sich je sechs WC-Kabinen sowie für die Herren zusätzliche 12 Pissstände. Verwendet wurden exklusive Materialien: aus Eichenholz wurden die Trennwände und Schiebetüren und aus Teakholz die Klobrillen gefertigt, weiters unter anderem Beschläge aus Messing und geschliffene Glasscheiben. Im Damen-WC fanden sich sogar zwei Aquarien.
Durch die notwendigen Aushubarbeiten war die Errichtung dieser Anstalt wesentlich aufwendiger als der Bau der bisherigen Toilettenanlagen und auch die Einrichtung ging über das Gewohnte hinaus. Die Stadt Wien leistete deshalb zu den rund 72.000 Kronen, die die Errichtung kostete, einen Zuschuss von 32.000 Kronen. Zu den Unterhaltskosten des Pissoirs, dessen Benutzung kostenlos war, steuerte die Gemeinde jährlich 1.800 Kronen bei. Dafür sicherte sie sich nach 25 Jahren das Übernahmerecht. 
Während der warmen Jahreszeit wurden die Gitter um die Stiegenabgänge mit Blumen geschmückt, um die Zugänge zur Bedürfnisanstalt möglichst unauffällig zu gestalten.

## Theaterschauplatz
1989 wurde hier der Einakter „Dreckige G'schichten“ von Andreas Ceska (nach Texten von Charles Bukowski) uraufgeführt, von April bis Ende Juni 1999 erfolgte eine Wiederaufführung.